# Balduin von Toulouse
Balduin von Toulouse (französisch Baudouin de Toulouse; * 1165; † 12. März 1214 in Montauban) war ein Vizegraf von Bruniquel und Lautrec. Er war ein jüngerer Sohn des Grafen Raimund V. von Toulouse und der Prinzessin Konstanze, einer Tochter König Ludwigs VI. von Frankreich.
Nach dem Tod seines Vaters bekam Balduin von seinem älteren Bruder Raimund VI. die Herrschaft über Bruniquel zugesprochen. Während des Albigenserkreuzzuges verteidigte er 1211 erfolgreich die Burg Montferrat in der Auvergne gegen die Kreuzfahrer. Gegenüber Simon de Montfort konnte er günstige Kapitulationsbedingungen aushandeln, wofür er sich aber den Zorn seines Bruders zuzog. Darauf schloss sich Balduin dem Kreuzzug an und kämpfte 1213 als Kreuzritter in der siegreichen Schlacht bei Muret, in deren Folge sein Bruder aus Toulouse fliehen musste. Balduin wurde im folgenden Jahr von zwei Gefolgsleuten seines Bruders in Saint-Laurent-Lolmie gefangen genommen und an diesen ausgeliefert. Der beschuldigte ihn des Verrats und ließ ihn hängen. Sein Leichnam wurde von den Templern in ihrer Kommende „Ville-Dieu“ (Stadt Gottes) bestattet.
Während des Kreuzzuges befand sich in Balduins Gefolge der Troubador Guilhem de Tudèla, dessen Canso de la crozada eine der wichtigsten Quellen zum Albigenserkreuzzug darstellt.
Balduin war mit Alix de Lautrec verheiratet, die ihm die Vizegrafschaft Lautrec in die Ehe brachte. Ihre Nachkommen leben bis heute unter dem Namen Toulouse-Lautrec fort, ihnen gehörte auch der berühmte Maler Henri de Toulouse-Lautrec an.